# Ezo (alga)
Ezo Adey, Masaki & Akioka, 1974  é o nome botânico  de um gênero de algas vermelhas pluricelulares da família Corallinaceae, subfamília Lithophylloideae.
- São algas marinhas encontradas no Japão e Rússia.

## Espécies
Apresenta 1 espécie taxonomicamente válida:
- Ezo epiyessoense Adey, Masaki & Akioka, 1974